# Paroisse de Blissville
Pour les articles homonymes, voir Blissville.
La paroisse de Blissville est à la fois une paroisse civile et un ancien district de services locaux (DSL) canadien du comté de Sunbury, située au sud du Nouveau-Brunswick. Dans le cadre de la réforme de la gouvernance locale du 1er janvier 2023, le DSL a été annexé au district rural de la Région-de-la-capitale.

## Toponyme
Blissville est nommé ainsi en l’honneur de John Murray Bliss (1771-1834), administrateur du Nouveau-Brunswick durant l’absence du gouverneur Howard Douglas. Bliss est aussi à l’origine du nom de Blissfield. Le bureau de poste a porté le nom de Oromocto South Branch entre 1848 et 1852.

## Géographie

### Situation
La paroisse de Blissville se trouve dans le comté de Sunbury, à 45 kilomètres de route au sud de Fredericton et à 72 km au nord-ouest de Saint-Jean. Les différents hameaux sont bâtis dans la vallée de la rivière Oromocto. La base des Forces canadiennes Gagetown occupe le nord-est du territoire.
La paroisse de Blissville est limitrophe de la paroisse de Burton au nord, de la paroisse de Gagetown – non habitée – au nord-est, de la paroisse de Petersville à l'est, de Wirral-Enniskillen au sud-est, de la paroisse de Clarendon au sud, de la paroisse de Saint-George au sud-ouest, de la paroisse de Gladstone, de Fredericton Junction et à nouveau de la paroisse de Gladstone à l'ouest et finalement de Rusagonis-Waasis au nord-ouest. La ville la plus proche est Oromocto, à 28 km au nord.

### Hameaux et lieux-dits
La paroisse comprend les hameaux de Blissville, Hoyt, Juvenile Settlement, Mill Settlement, Patterson et Sand Brook.

## Histoire
Patterson Settlement est fondé avant 1839 par des immigrants irlandais.
La municipalité du comté de Sunbury est dissoute en 1966. La paroisse de Blissville devient un district de services locaux en 1967.

## Économie
Entreprise Central NB, membre du Réseau Entreprise, a la responsabilité du développement économique.

## Administration

### Commission de services régionaux
La paroisse de Blissville fait partie de la Région 11, une commission de services régionaux (CSR) devant commencer officiellement ses activités le 1er janvier 2013. Contrairement aux municipalités, les DSL sont représentés au conseil par un nombre de représentants proportionnel à leur population et leur assiette fiscale. Ces représentants sont élus par les présidents des DSL mais sont nommés par le gouvernement s'il n'y a pas assez de présidents en fonction. Les services obligatoirement offerts par les CSR sont l'aménagement régional, l'aménagement local dans le cas des DSL, la gestion des déchets solides, la planification des mesures d'urgence ainsi que la collaboration en matière de services de police, la planification et le partage des coûts des infrastructures régionales de sport, de loisirs et de culture; d'autres services pourraient s'ajouter à cette liste.

### Représentation et tendances politiques
Nouveau-Brunswick: La majeure partie de Blissville est comprise dans la circonscription provinciale de Oromocto, qui est représentée à l'Assemblée législative du Nouveau-Brunswick par Jody Carr, du Parti progressiste-conservateur. Il fut élu lors de l'élection de 1999 puis réélu à chaque fois depuis, la dernière fois état en 2010. Les hameaux de Hoyt et de Central Blissville sont quant à eux situés dans la circonscription provinciale de New Maryland–Sunbury-Ouest, qui est représentée par Jack Carr, du Parti progressiste-conservateur. Il fut élu lors d'une élection partielle en 2008 et réélu lors de l'élection générale de 2010.
 Canada: Blissville fait partie de la circonscription électorale fédérale de Nouveau-Brunswick-Sud-Ouest, qui est représentée à la Chambre des communes du Canada par Gregory Francis Thompson, ministre des Anciens Combattants et membre du Parti conservateur. Il fut élu lors de la 40e élection fédérale, en 1988, défait en 1993 puis réélu à chaque fois depuis 1997.

## Vivre dans la paroisse de Blissville
Le DSL est inclus dans le territoire du sous-district 10 du district scolaire Francophone Sud. Les écoles francophones les plus proches sont à Fredericton et Oromocto alors que les établissements d'enseignement supérieurs les plus proches sont dans le Grand Moncton.
Hoyt compte une caserne de pompiers ainsi qu'une église anglicane, l'église St. Luke's. L’aérodrome de Blissville est utilisé par les Forces canadiennes. Il a une piste en gravier traité de 4 000 pieds de long. Le détachement de la Gendarmerie royale du Canada le plus proche est à Oromocto. Le bureau de poste le plus proche est quant à lui à Fredericton Junction.
Les quotidiens anglophones sont le Telegraph-Journal, publié à Saint-Jean, et The Daily Gleaner, de Fredericton. Les francophones bénéficient quant à eux du quotidien L'Acadie nouvelle, publié à Caraquet et de l'hebdomadaire L'Étoile, de Dieppe.

## Culture

### Architecture et monuments
Blissville compte trois ponts couverts. Le premier traverse la rivière Black à Hoyt-Station. Il fut construit en 1936 et mesure 28,8 mètres de long. Les deux autres traversent la Bras Sud de la rivière Oromocto. Celui en amont, à Juneville Settlement, fut construit en 1931 et mesure 37,6 mètres de long. Celui en aval, à Mill Settlement, fut construit en 1912 et mesure 41,5 mètres de long.